# Vickers Vanguard
Il Vickers Vanguard fu un aereo di linea quadrimotore turboelica ad ala bassa sviluppato dall'azienda aeronautica britannica Vickers-Armstrongs nei tardi anni cinquanta.
Evoluzione del precedente ed apprezzato Viscount caratterizzata dallo scompartimento viaggiatori molto più spazioso, il Vanguard venne introdotto sul mercato dell'aviazione commerciale poco prima dell'avvento dei grandi aerei di linea a reazione decretando un limitato successo per l'azienda costruttrice, ottenendo un contratto di fornitura dalla compagnia aerea britannica British European Airways (BEA) e da quella canadese Trans-Canada Air Lines (TCA) per un totale complessivo di sole 44 unità.
Dopo circa 10 anni di servizio passeggeri la TCA ne modificò un esemplare a livello sperimentale convertendolo ad aereo da trasporto, indicato come Cargoliner. La conversione venne considerata un successo e nei primi anni 1970 la maggior parte dei Vanguard sono stati convertiti in cargo, con quelli BEA ridesignati Merchantman. In questa configurazione gli esemplari rimasti in linea operarono per molti anni in diverse compagnie aeree cargo mondiali, con l'ultimo (G-APEP) ritirato dal servizio solo nel 1996.

## Storia del progetto
Nei tardi anni cinquanta la compagnia britannica BEA emise una specifica per la fornitura di un nuovo modello di aereo di linea da 100 posti a sedere che potesse sostituire i Viscount della flotta. La Vickers propose un primo progetto, il Type 870, che però, benché già valutato positivamente dai vertici della compagnia aerea venne modificato per meglio rispondere alle esigenze espresse dalla Bea nel successivo Type 950, pienamente soddisfacente. La principale differenza tra il Viscount ed il Vanguard riguardò la sezione della fusoliera, nella parte inferiore della stessa misura del precedente modello ma che dalla metà superiore si sviluppava in altezza con una sezione allargata dando alla stessa un aspetto a doppia bolla, simile a quella che caratterizzava il Boeing Stratocruiser. Il risultato ottenuto con la sezione superiore più grande fu disporre di uno scompartimento passeggeri dalle misure interne maggiorate quindi più comodo, con anche un aumento della capacità riservata ai bagagli nella sezione inferiore sotto il pavimento.
L'adozione di questa fusoliera, più grande e pesante, rese necessario un impianto motore con maggiore potenza disponibile. La Rolls-Royce consegnò il progetto del proprio nuovo Tyne in grado di esprimere una potenza nominale pari a 4 000 hp (3 000 kW) (per comparazione il Dart che equipaggiava il Viscount arrivava a circa 1 700 hp, pari a 1 300 kW). Questo permise una quota di servizio ed una velocità di crociera molto più elevate tanto che il Vanguard riuscì ad avere una quota di servizio quasi doppia rispetto al Viscount. Il Vanguard fu uno dei più veloci aerei dotati di motore turboelica raggiungendo velocità simili ai molto più recenti Saab 2000 o de Havilland Canada Dash 8. 
Il primo prototipo del Type 950, immatricolato G-AOYW, venne portato in volo per la prima volta il 20 gennaio 1959 Il volo, un trasferimento a Wisley a 3 miglia di distanza, era stato pianificato per dicembre ma i motori dovettero essere riconsegnati alla Rolls-Royce per una serie di interventi minori. La serie di voli di prova iniziarono ufficialmente da Wisley.

## Impiego operativo

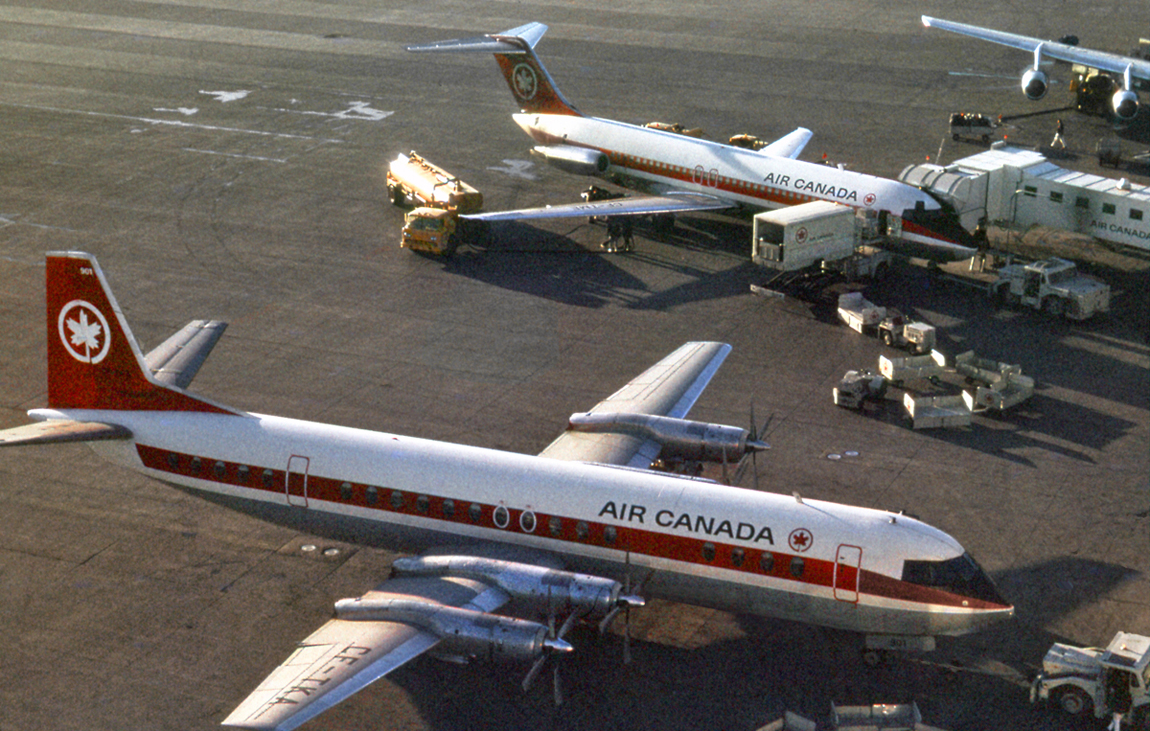
Vanguard 952 della compagnia aerea Air Canada in sosta all'Aeroporto Internazionale di Toronto-Pearson nel marzo 1971.

Il Vanguard entrò in servizio con la BEA e la TCA verso la fine del 1960. La BEA operò il suo primo volo di linea con il Vanguard il 17 dicembre partendo dall'Aeroporto di Londra-Heathrow con destinazione Parigi. Il 30 marzo 1962, dopo la presentazione dell'intera flotta di sei Type 951 e quattordici Type 953, il Vanguard venne utilizzato per la maggior parte dei voli BEA su rotte europee e nazionali.
L'architettura interna iniziale prevedeva 18 posti in prima classe e 108 in classe turistica ma questa disposizione fu cambiata in solo turistica da 139 posti, ed in quest'ultima configurazione il Vanguard poteva vantare dei costi di gestione molto bassi posto/miglio mentre nei voli di durata fino a 300 mi (480 km), come ad esempio tra Londra e Parigi, Bruxelles o Amsterdam, il Vanguard era in grado di reggere la concorrenza dei jet introdotti nel corso dei primi anni sessanta, in termini di tempi di percorrenza.
La fotta BEA passò alla British Airways il 1º aprile 1974 e l'ultimo volo passeggeri operato da BA con un Vanguard fu il 16 giugno 1974.
La TCA iniziò ad operare con i Vanguard su voli di linea il 1º febbraio 1961 con due voli da Toronto e Montréal con scalo intermedio a Vancouver. La flotta venne inoltre impiegata su voli da Toronto e Montreal verso New York e Nassau, Bahamas.

### Impiego cargo

Un Type 953C Merchantman della British Airways Cargo a Londra-Heathrow nei tardi anni sessanta.

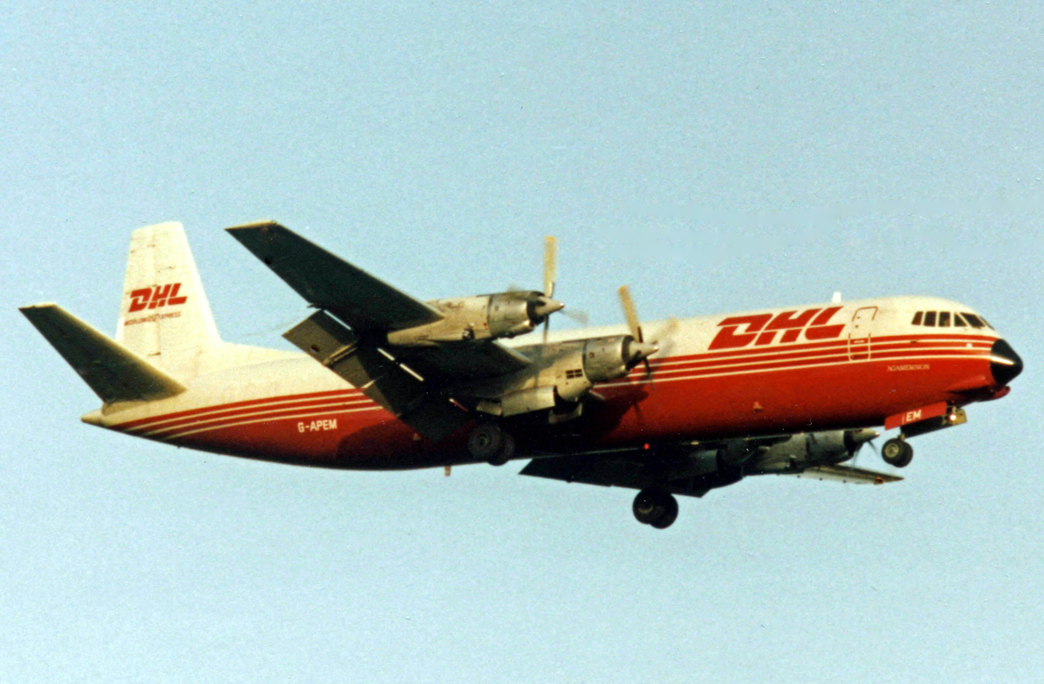
Un Merchantman della Air Bridge Carriers, in livrea DHL, in atterraggio all'Aeroporto di Manchester nel 1992.

Nel 1966 la Air Canada rimosse tutti i sedili dall'esemplare marche CF-TKK ridestinando l'uso dell'aereo come cargo puro, che in questa configurazione poteva trasportare merci per 19 050 kg (42 000 lb). Identificato dalla compagnia come "Cargoliner", questo fu l'unico tra i Vanguard Air Canada a ricevere questa conversione ma rimase l'ultimo esemplare canadese, sopravvissuto ai suoi omologhi passeggeri, in servizio, ritirato solo nel dicembre 1972.
La BEA operò con nove Vanguard modificati allo standard V953C "Merchantman" all-cargo dal 1969, con le due prime conversioni progettate e costruite dalla Aviation Traders Engineering Ltd. (ATEL) presso l'aeroporto di Southend. La BEA modificò il resto della flotta ad Heathrow usando un kit di conversione fornito dalla stessa ATEL. Venne ricavato nella parte anteriore della fusoliera un grande portellone di carico dalle misure di 353 cm (139 in) per 203 cm (80 in) in altezza. Il Merchantmen rimase in servizio con la BEA fino alla fine del 1979, data in cui i cinque esemplari ancora in operativi vennero venduti.
La compagnia aerea cargo Air Bridge Carriers acquistò molti dei Merchantmen disponibili ed operò con il modello fino al 1992, anno in cui cambiò ragione sociale in Hunting Cargo Airlines. La Hunting Cargo operò con l'ultimo volo di un Type V953C il 30 settembre 1996 e donò l'esemplare marche G-APEP al Brooklands Museum il successivo 17 ottobre di quello stesso anno.

## Versioni
Type 950prototipo, realizzato in un solo esemplare completo più due fusoliere destinate alle prove statiche.
Type 951versione destinata alla BEA, 20 in ordine ma solo sei consegnati, tutti da 127 posti in configurazione a classe mista (18 prima e 109 economy).
Type 952versione destinata alla TCA, caratterizzata dall'adozione di motori dalla maggior potenza, una fusoliera rinforzata ed ala modificata per poter sopportare un maggior carico, 23 esemplari consegnati.
Type 953versione destinata alla BEA, caratterizzata dall'abbinamento della cellula del 952 ma impianto motore del 951. La maggior parte con scompartimento passeggeri da 135 posti a sedere, tutti classe economy, ma alcuni che riproponevano la configurazione a classe mista del 951. realizzata in 14 esemplari, rimpiazzò un precedente ordine di 951.
Type 953C Merchantmannove conversioni cargo dal Type 953.

## Utilizzatori

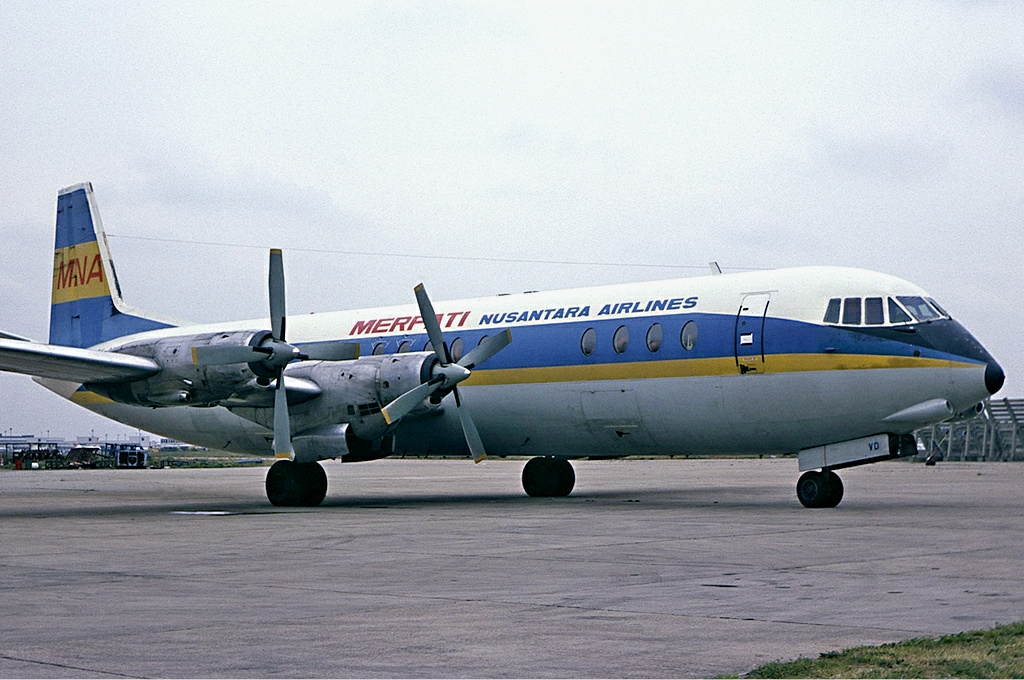
Un Vickers Vanguard 953 della Merpati Nusantara Airlines nel 1977.

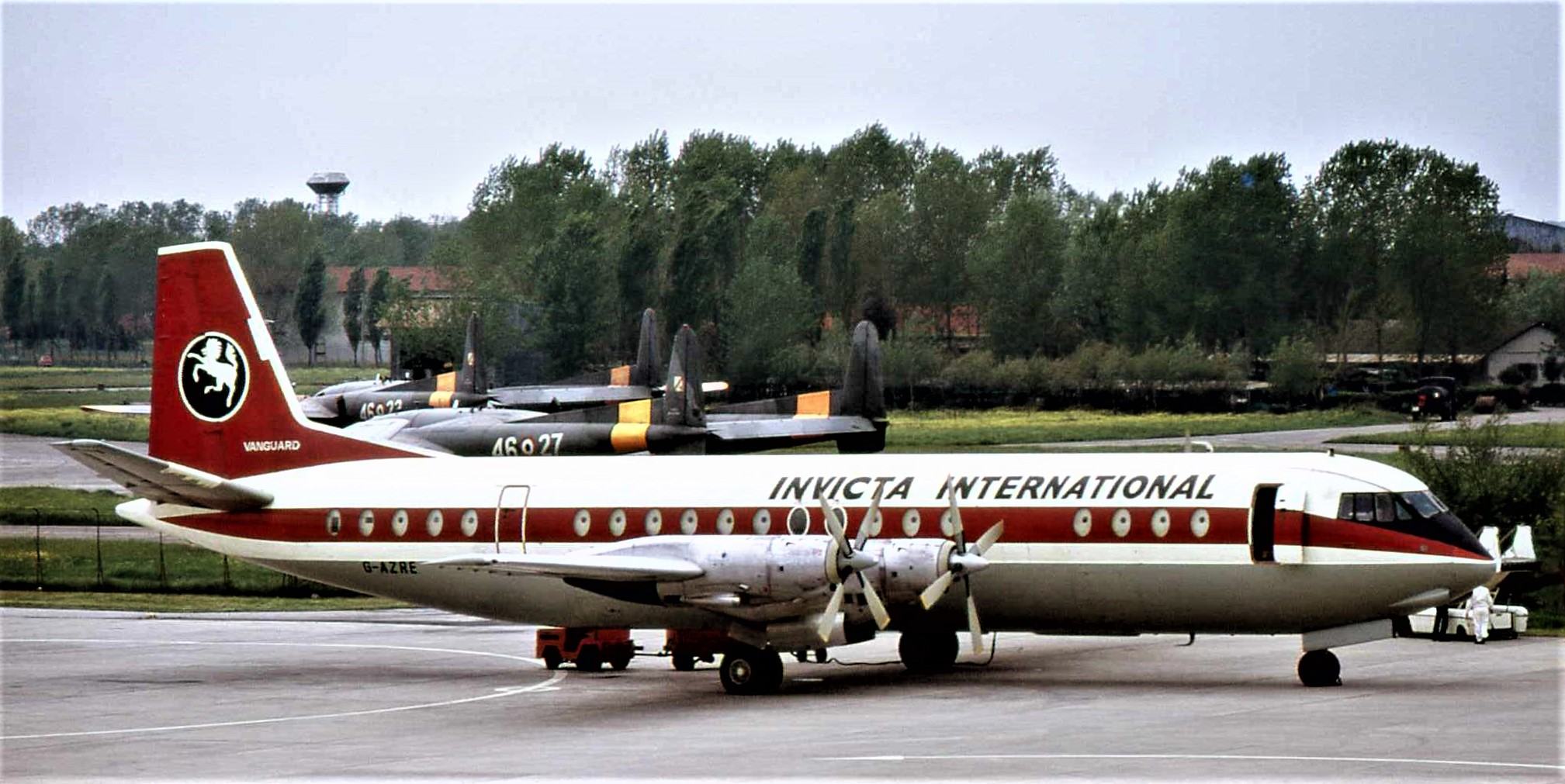
Vanguard G-AZRE della Invicta International all'Aeroporto di Pisa nel 1974.

I Vickers Vanguard vennero utilizzati dalle seguenti compagnie aeree:
♠ compagnie di lancio
  Canada
- Air Canada

acquisì i 23 Type 952 dalla precedente Trans Canada Air Lines nel giugno 1964.
- Trans Canada Air Lines ♠

23 Type 952 acquisiti nella nuova realtà aziendale Air Canada nel giugno 1964.
 Francia
- Europe Aéro Service
- Inter Cargo Service
- Occitan Air

 Gabon
- Air Gabon

 India
- Air Fast

un esemplare operato dalla Air Tenggara per conto della Air Fast.
- Angkasa Civil Air Transport

operò con un esemplare in leasing nel 1970.
- Merpati Nusantara Airlines

 Islanda
- Air Viking

operò con un esemplare in leasing nel 1970.
- Thor Air Cargo

operò con due esemplari in leasing nel 1971.
 Libano
- Lebanese Air Transport

operò con un esemplare in leasing nel 1970.
 Regno Unito
- Air Bridge Carriers
- British Airways

acquisì tre modelli passeggeri e nove cargo Merchantman nel 1974.
- British European Airways ♠

acquisì 20 Type 951/953, alcuni in seguito convertiti allo standard cargo Merchantman.
- DHL Air
- Elan Air Cargo
- Hunting Cargo Airlines
- Invicta International Airlines
- Silver City Airways

operò con un esemplare Air Holdings nel 1973.
 Singapore
- Air Tenggara

acquisì un esemplare in leasing nel 1981 e operò per la Air Fast.
 Svezia
- Air Trader

operò con tre esemplari in leasing nel 1972.

### Broker o dealer
Panama
- Compania Interamericana Export-Import S.A.

 Regno Unito
- Air Holding
- Templewood Aviation

 Stati Uniti
- Aviaco Traders (Lockheed) Inc

## Esemplari attualmente esistenti
Dei 44 esemplari costruiti solo uno è sopravvissuto: si tratta del Merchantman ex British Airways "Superb" esposto al Brooklands Museum, museo situato nell'ex circuito automobilistico, ed ex aerodromo, Brooklands, situato vicino a Weybridge, nel Surrey, nella livrea della sua ultima compagnia aerea cargo, la Hunting Cargo Airlines.

### Riviste
- "Preliminary Details of Commercial and Design Characteristics." Flight, 1 June 1956.
- "Vanguard: A presentation of Britain's new turboprop airliner." Flight, 9 January 1959, pp. 61–73.
- Wright, Alan J. "Right Aircraft, Wrong Time". Air International, Vol. 52, No 4, April 1997, pp. 240–245. ISSN 0306-5634.